# Abondius et Irénée
Pour les articles homonymes, voir Abundius de Côme et Irénée.
Saints Irénée et Abondius sont des martyrs chrétiens du tIIIe siècle, à Rome. Ils sont morts durant la période de l'empereur Valérien. Ils sont considérés comme saints et martyrs par les Églises catholiques et orthodoxes. Leur fête est le 23 août.

## Biographie
La tradition chrétienne rapporte que l'histoire de ces saints est liée à une autre martyr chrétienne : sainte Concorde. Le récit indique qu'un soldat du nom de Porphyre aurait été informé que Concorde aurait été tuée en étant jetée dans les égouts de la ville de Rome. Souhaitant récupérer les bijoux de cette noble dame, il fit appel à l'égoutier Irénée pour récupérer le corps. Ensemble ils retrouvèrent le corps, mais pas les bijoux. Le soldat partit et abandonna Irénée. Irénée, qui était chrétien en secret, demanda l'aide d'un ami chrétien nommé Abondius pour porter le corps de Concorde jusqu'à un prêtre du nom de Justin afin de l'inhumer. Justin enterra Concorde près de celui d'un autre martyr : Hippolyte. Mais l'empereur Valérien, ayant appris l'action des deux hommes les fit arrêter et jeter dans l'égout à leur tour où ils périrent noyés. Le prêtre Justin récupéra leur corps et les inhuma au cimetière de saint Laurent sur la voie Tiburtine,,. L'année de décès est estimée à l'année 258.

## Notoriété
Leur tombe est signalée dans des très ancien itinéraires de pèlerins à Rome,, mais ces écrits du VIIe siècle ne s'accordent pas tous sur la localisation exacte des tombeaux qui avaient été déplacés dans la basilique Saint Laurent de Rome. Certains textes indiquent que la tombe est dans une chapelle latérale, un autre texte indique sous l'autel de l'église. Au XIe siècle, le moine Gottschalk de Limbourg composa deux sermons à leur sujet, mais sans donner beaucoup de précisions ni de cohérences (sur leur martyre) avec les autres récits hagiographiques. Il indiquait cependant que le corps d'Abondius reposerait (à cette époque) dans l'église de son monastère.